# 小森美登里
小森 美登里（こもり みどり、1957年〈昭和32年〉 - ）は、いじめ自殺事件遺族、NPO法人ジェントルハートプロジェクト理事。娘のいじめ自殺を契機に、いじめ解決を目指す活動を行っている。神奈川県藤沢市出身。

## 娘のいじめ自殺事件
1998年（平成10年）7月25日、神奈川県立野庭高等学校（現・神奈川県立横浜南陵高等学校）1年生であった娘A（当時15歳）が吹奏楽部でのいじめを苦に自宅で首を吊り、27日に死亡した。入学後の4月半ば頃からAはクラスと部活で共通する女子生徒3人から仲間外れにされ始め、下旬頃からは同級生の女子生徒2人に仲間外れにされる、別の女子生徒に「あんたがいたら大会に行けない」などと言われるようになっていた。
Aは食欲がなくなり、練習を休んだり、学校を遅刻するようになり、5月頃からは学校を休む日が多くなっている。6月には両親へ「学校でいじめにあって悩んでいる」と打ち明けている。また、アトピー性皮膚炎が悪化し、同月12日には本人の希望でメンタルクリニックを受診し、のちに精神科で「うつ状態」との診断を受けた。
6月17日に両親は本人の了解のもと、横浜市青少年相談センターで計4回のカウンセリングを受けさせている。23日、美登里は高校へ行き、担任と吹奏楽部指揮者に診断書を提出、顧問団の教師にも事情を説明し改善を求めている。このときに美登里が要望したクラス替えについて、学校側は「約束はできない」と返答した。
7月にはAは学校に行かなくなっていたが、部活だけはやりたがっていた。吹奏楽部には3時間以上授業を欠席すると部活に出られないという申し合わせがあったため、両親は特別に許可を得て続けさせた。しかし15日、Aはカッターナイフを持って暴れたり、自傷しようとしたため、午後から折しも予約日だった青少年相談センターへ赴いている。21日、コンビニからの帰り道にAは美登里に「優しい心が一番大切だよ。その心を持っていないあの子たちの方が可哀想なんだ」と話した。
23日には吹奏楽部のコンクールに出場するが、24日には「怖くて学校に行けない」と夏休みの練習を休み、午後から青少年相談センターに行った。この日の就寝前、「明日こそ絶対に学校行くから起こして」と明るく話している。
しかし25日、午前7時に起きて制服に着替えたものの学校には行けず、午後になって父親と一緒に家を出るが歩けない状態になった。父親に背負われて家へ戻った後、自宅のトイレの内側のドアノブに制服のネクタイをかけて首を吊り、脳死状態となり、27日に死亡した。

## 娘の自殺後
Aの自殺後、美登里が学校側に12回に渡り相談していたにも拘わらず、担任教師はいじめを行った生徒への直接的な指導は一度も行っていなかったことを認めている。また9月1日の始業式では、校長はAが命を絶ったこと・悩みがあったら友達や先生に相談すること・他人の身になって行動することを6分間話して終わり、また始業式後に担任は、クラスで「いろいろあったけど、これからみんなで頑張ろう」と発言している。
Aに行われたいじめは、強い口調で言う、背中や肩を叩く、アトピーについて「あんたの顔はきたない」「汚い顔を直してから学校に来な」「汚い顔、見せるな」と言う、髪型を変えると「似合わないことすんな」と言う、吹奏楽部の練習で「あんたがいるとコンクールに勝てない」と言う、無視される、また反対にストーカーのようにつきまとわれる、というものであったことがわかっている。
加害者はクラス・部活の同じ女子生徒3人で、Aの自殺直後は「Aさんを傷つけた」「でも、死ぬとは思わなかった」と部長へ泣きながら電話をかけていたが、その後「いじめなんてなかった」「Aさんの思いすごしだ」と否定に転じ、一度も謝罪することはなかった。

### 記録開示請求
2000年（平成12年）10月25日、両親は横浜市の個人情報保護条例に基づき、青少年相談センターでの相談内容を開示請求した。11月17日になって市は相談内容の文書11枚を開示したが、A本人が相談した部分8枚は、家族構成と相談日時を除き全て黒塗りだった。市の個人情報保護審査会に両親が再度情報の公開を訴えると、市は開示請求取り下げを条件に、制度外の特例措置として相談記録を渡した。
2001年（平成13年）1月9日、両親は不服申し立てをしても平均1年以上掛かることから、横浜市の示した条件を受け入れて相談記録の写しを受け取った。

### 人権侵害申立
1998年（平成10年）11月10日、両親は人権擁護委員会に人権擁護の申立を行った。2001年（平成13年）1月15日に横浜弁護士会が野庭高校へ「人権侵害に当たる」とするA4判4枚の警告書を出した。しかし自殺の原因としては、「吹奏楽部の体質」「Aさんの技術の未熟さ」「母親の対応の甘さ」などの記載が多くなされていた。

### 裁判
2001年（平成13年）7月23日、両親は元同級生3人と神奈川県を相手取り、慰謝料など総額9,700万円の損害賠償を求め、横浜地方裁判所へ提訴した。

## いじめ自殺遺族として
その後、美登里は夫の新一郎と共に、いじめ解決に向けての活動を開始。2002年（平成14年）11月には、武田さち子やいじめや暴力で子供を亡くした親たちと共に、「ジェントルハートプロジェクト」を設立。2003年（平成15年）3月25日には、特定非営利活動法人としての設立登記が完了している。この法人の目的は「未来を生きる子どもたちのために、「やさしい心」と「いのち」の大切さを伝え、心と体に対する暴力である「いじめ」のない社会を実現すること」で、「ジェントルハートプロジェクト」の名前は、Aが自殺直前に美登里に残した「優しい心（＝ジェントルハート）が一番大切だよ」に由来して付けられた。
「ジェントルハートプロジェクト」は、いじめや暴力で亡くなった子供たちの遺影・メッセージの展示活動、講演活動、子供の教育環境に関する学習会、講座の企画・運営などを行っている。
美登里の講演回数は、2020年（令和2年）7月に横浜で催された高校の講演で、1,500回に達している。

## 著書
- 『優しい心が一番大切だよ ひとり娘をいじめで亡くして』（2002年、WAVE出版）
- 『いじめの中で生きるあなたへ 大人から伝えたい「ごめんね」のメッセージ』（2007年、WAVE出版）
- 『わが子のいじめ自殺でわかった 今、子どもたちと教師に起きている本当のこと』（2012年、WAVE出版）
- 『いじめのない教室をつくろう 600校の先生と23万人の子どもが教えてくれた解決策』（2013年、WAVE出版）
- 『遺書 わたしが15歳でいじめ自殺をした理由』（2014年、WAVE出版）

### 共著
- 『優しい心が一番大切だよ いじめ社会の中の子どもたち 沖縄大学第四〇六回土曜教養講座二〇〇五年度教育シリーズ第二回』〈沖縄大学地域研究所地域研究叢書 第6巻〉（2006年、沖縄大学地域研究所） - 武田さち子との共著。